# Palovaara (kulle i Finland, Lappland, Tunturi-Lappi, lat 67,95, long 24,58)
Palovaara är en kulle i Finland.   Den ligger i den ekonomiska regionen  Fjäll-Lappland  och landskapet Lappland, i den norra delen av landet, 900 km norr om huvudstaden Helsingfors. Toppen på Palovaara är 302 meter över havet.
Terrängen runt Palovaara är huvudsakligen platt.  Trakten runt Palovaara är nära nog obefolkad, med mindre än två invånare per kvadratkilometer. Närmaste större samhälle är Levi, 17,9 km sydost om Palovaara. 